# Панургия
Панургия (на гръцки: Πανουργιάς) със старо име до 1915 г. Дремица (на гръцки: Δρέμισα) е планинско село в ном Фокида, дем Делфи, част от историческа средновековна Кастриотица.
Настоящото си име селото носи от 27 февруари 1915 г., когато е кръстено на героят от гръцкото освободително въстание Димитриос Пануряс (на гръцки: Δημήτριος Πανουργιάς), известен арматол родом от селото (според Йоанис Филимон). 
Датата на основаване и заселване на селото е неизвестна и няма писмени сведения запазили се за него освен тези в османските архиви.